# Platycerium elephantotis
Platycerium elephantotis är en stensöteväxtart som beskrevs av Georg August Schweinfurth. Platycerium elephantotis ingår i släktet Platycerium och familjen Polypodiaceae. Inga underarter finns listade.

## Bildgalleri

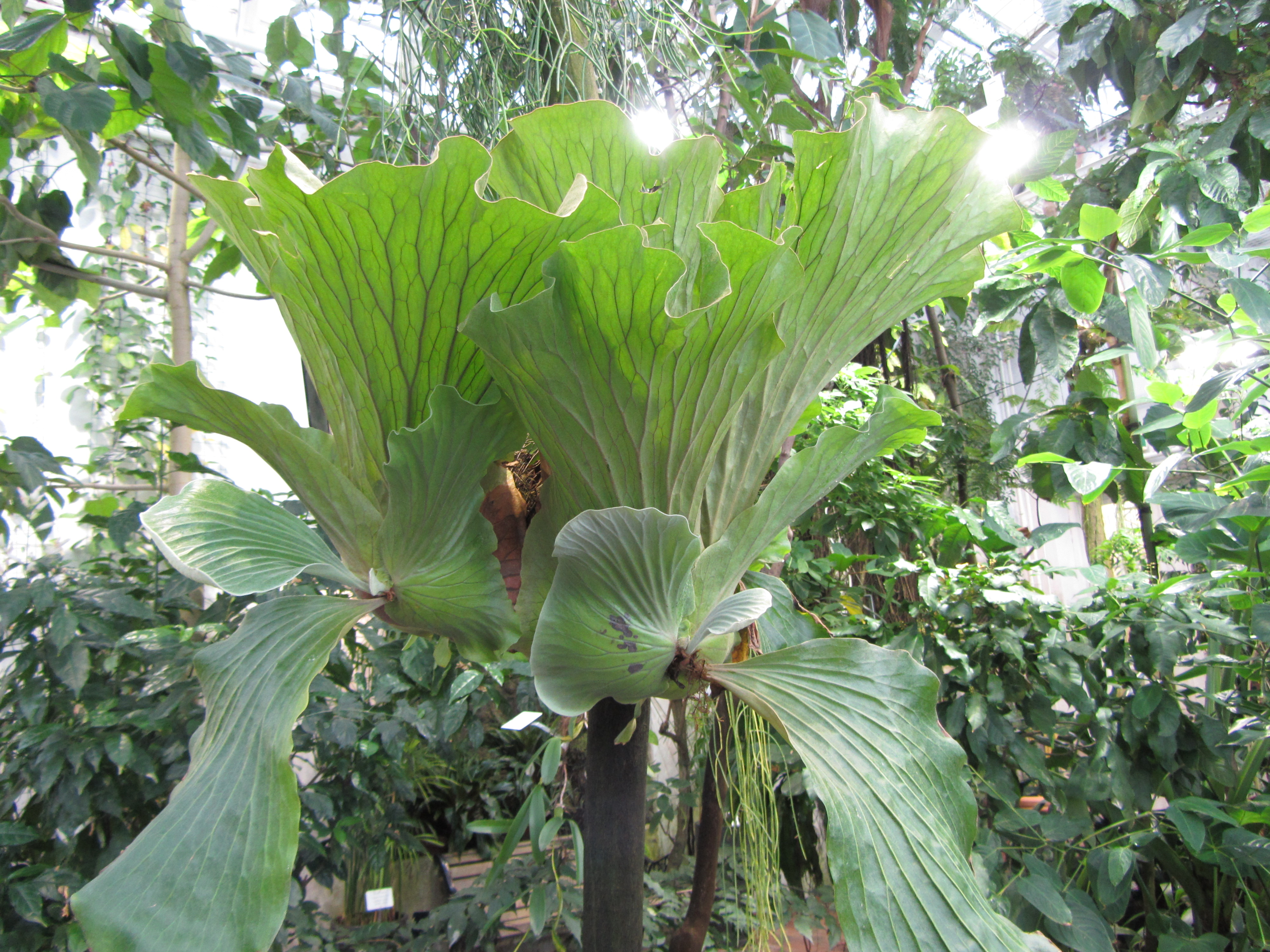
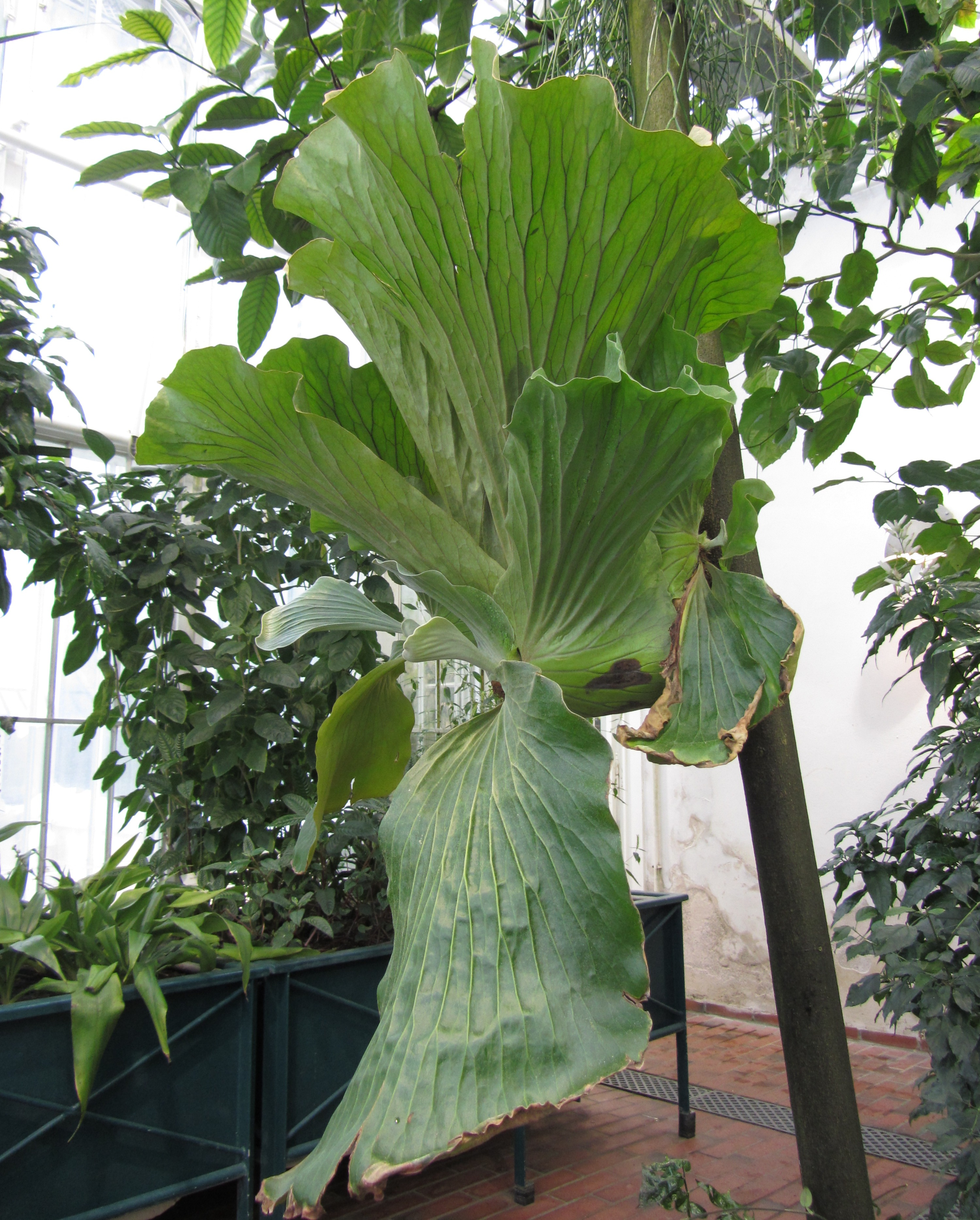
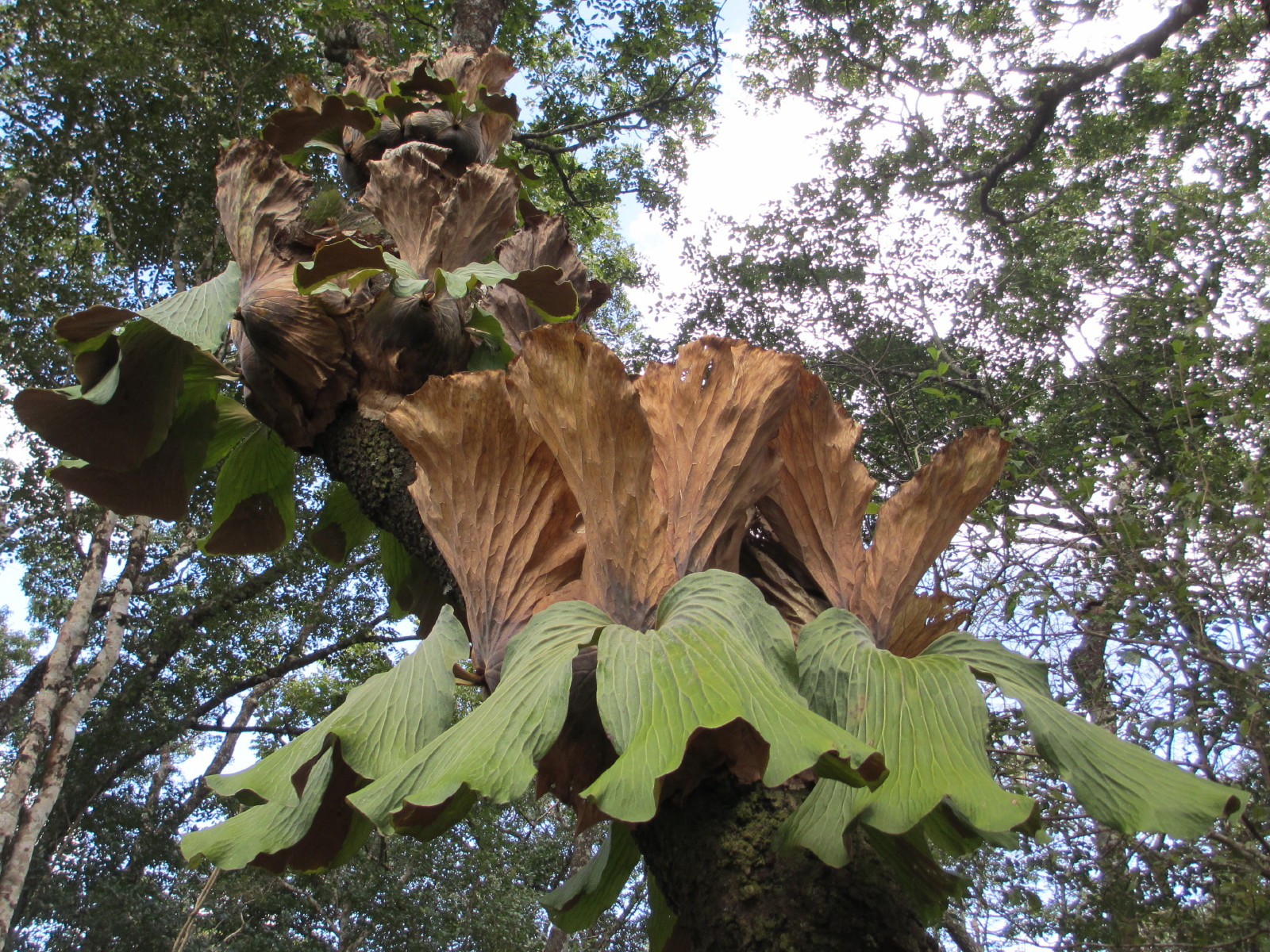